# Hivern (Tamburini)
Hivern és el títol d'una pintura sobre tela feta per Josep Maria Tamburini i Dalmau el 1881, conservada actualment a la Biblioteca Museu Víctor Balaguer de Vilanova i la Geltrú.
La tela conserva el número de registre 794 d'ençà que va ingressar l'any 1890, donada pel mateix artista.
Es tracta d'una pintura a l'oli que mostra el retrat d'una velleta de mig cos asseguda amb un mocador al cap i un paraigua al braç, escalfant-se les mans en un petit braser de fang que aguanta amb els genolls. El tractament de les arrugues de les faccions i de les mans mostren el gran realisme de la figura. L'artista transmet la vellesa, la memòria i el cansament propi de l'edat a través de la mirada i l'expressió de la dona. La figura vestida de negre contrasta enormement amb el fons, una paret llisa i austera d'un color neutre.